# Bath-Stempel
Bath-Stempel sind Blindstempel, die im 19. Jahrhundert in frühe Maschinenpapiere ohne Wasserzeichen nachträglich in die obere linke Ecke der konfektionierten Schreibpapierbogen als Handelszeichen für Briefpapier eingeprägt wurden. Erste derartige Stempel wiesen den Ortsnamen des englischen Badeorts Bath in Versalien auf und waren mit einem reich verzierten Rahmen versehen. „Bath-Stempel“ entwickelte sich zu einem Gattungsnamen für vielfältige Formen der Nachahmung.

## Geschichte
Wisso Weiß kennt das frühe Beispiel eines Briefpapierblatts mit dem entsprechenden Blindprägestempel und mit Wasserzeichen: „in punktierter rechteckiger Einfassung eine Krone und das Wort „Bath“; im Papier findet sich als Wasserzeichen ebenfalls das Wort „Bath“ mit dem Jahr der Herstellung (1818)“ Diese Kennzeichnung stand für hohe Papierqualität und fand in den folgenden Jahren verbreitete Anwendung bei wasserzeichenlosen, maschinell erzeugten Papieren. 
1828 finden sich derartige Stempel in russischen Papieren der Kaiserlichen Petershofer Papierfabrik und bürgern sich in der Folge in Russland ein.

## Gutachten in Österreich
Im Zusammenhang mit gewerberechtlichen Fragestellungen befasste man sich in Österreich im Herbst 1858 mit der Anbringung von Prägestempeln auf Briefpapier und beleuchtete dabei die historischen Zusammenhänge.

„Die erste Stadt, welche auf solche Weise dem briefschreibenden Publikum vor die Augen kam, war Bath in England, und das mit diesem Namen versehene Papier wurde so bald Sache der Mode, daß die ganze elegante Welt auf Bath-Papier schreiben wollte. Es gab fast kein Papiergeschäft in Frankreich, Deutschland und Italien, das nicht solches Papier von England bezogen hätte. Selbst die französischen Fabriken in Annonay, sowie die rheinländischen in Düren, Aachen und Dombach, Iserlohn u. s. w. preßten den Stempel „Bath“ auf ihre schon in Quart- oder Octavform geschnittenen Briefpapiere. Nachdem es jedoch zu häufig vorkam, daß diese Papiere auf der Reise litten, so zogen die meisten betheiligten Geschäftsleute auch anderer Länder vor, diese Papiere an Ort und Stelle schneiden, und mit einem eigens dafür angefertigten Bath-Stempel stempeln, d. h. weißprägen zu lassen. Allmählich ließen die bedeutenderen Papierfabriken ihre eigene Firma, und später Handelsleute und Fabrikanten ihre Geschäftsfirma in solcher Weise auf die Papiere prägen.“

## Objekt der Papierforschung
Unter den Papierhistorikern nahmen sich vor allem Sokrat Aleksandrovič Klepikov in der Sowjetunion und Alfred Nadler in Deutschland der Thematik an. 
Nadler stellte auf Grund seiner persönlichen Sammlung fest, „dass in der Zeit ab 1840 infolge der frühzeitigen englischen Erzeugung von Maschinenpapier, das zudem sehr dünn, leicht und glatt war sowie ein kleineres Format zeigte, erhebliche Mengen dieses beliebten Briefpapiers dauernd nach Deutschland eingeführt werden konnten und gegenüber jeder deutschen Konkurrenz bis etwa 1890 (also etwa 50 Jahre lang) sich zu behaupten vermochte.“ Unter den Prägeeindrucken fanden sich Bezeichnungen wie Bath, London, Windsor, Mill, Hammer Mill, Margaret Mill, Albert Mill, Alfa Mill sowie zusätzlich die Qualität bezeichnende Attribute
wie FINE, SUPERFINE oder SUPERFINE SATIN. Die Sammlung Nadler befindet sich jetzt in der Basler Papiermühle.
Anna Grönvik stellte 1975 eine sehr anschauliche Bilddokumentation vor.

## Einzelbelege
1. ↑  Marianne Bockelkamp: Analytische Forschungen zu Handschriften des 19. Jahrhunderts. Am Beispiel der Heine-Handschriften der Bibliotheque Nationale Paris. Hauswedell, Hamburg 1982, S. 45.
2. ↑  Marianne Bockelkamp: Analytische Forschungen zu Handschriften des 19. Jahrhunderts. Am Beispiel der Heine-Handschriften der Bibliotheque Nationale Paris. Hauswedell, Hamburg 1982, S. 51.
3. ↑  Wisso Weiß: Zeittafel zur Papiergeschichte, Fachbuchverlag, Leipzig 1983, S. 261.
4. ↑  Wisso Weiß: Zeittafel zur Papiergeschichte, Fachbuchverlag, Leipzig 1983, S. 280.
5. ↑  Sokrat Aleksandrovič Klepikov: Russian watermarks and embossed paper-stamps of the eighteenth and nineteenth centuries. Translated by J. S. G. Simmons. In: Bibliographical Society of America: The papers of the Bibliographical Society of America 57 (1963), S. 121–128, hier S. 127.
6. ↑  Austria. Wochenschrift für Volkswirthschaft und Statistik. Jahrgang 10, Band 4, Oktober bis Dezember 1858, S. 437–438.
7. ↑  Alfred Nadler: Prägeeindrucke im Briefpapier als Objekte der Papierforschung. In: International Association of Paper Historians: IPH-Information Bd. 5 (1971), Nr. 4, S. 88–90, hier S. 88.
8. ↑  Anna Grönvik: Präglade vattenmärken. In: Föreningen Nordiska Pappershistoriker: NPH-nytt 3  (1975), Nr. 2, S. 2–7. Online pdf letzter Zugriff am 21. Februar 2024.